# Wernesgrüner Brauerei
La Wernesgrüner Brauerei est une brasserie de Wernesgrün, quartier de Steinberg (Saxe).

## Géographie
La Wernesgrüner Brauerei est une indication géographique protégée (appellation d'origine).
La brasserie puise son eau d'un puits dans une forêt au sud-est de l'agglomération, qui est alimenté par les cours d'eau souterrains sur le versant sud-ouest du Kuhberg, et d'un autre puits dans la forêt sur le versant sud du Steinberg. Cinq réservoirs d'eau à proximité des emplacements de la brasserie sont utilisés.

## Histoire
Le 18 mars 1436, les frères Schorer (membres de la célèbre famille de verriers Schürer) reçoivent le droit d'installer une cristallerie dans la forêt. Comme il est alors d'usage pour les propriétés commerciales éloignées et contraintes à l'autosuffisance, le privilège de la verrerie comprend également le droit de brasser et de vendre de la bière. Le domaine Schorer et le domaine Gläser construits en 1589 ont fondé le village de Wernesgrün.
En 1762, la famille Günnel acquiert la brasserie Schorersche. La famille Männel reprend la Gläsersche Gut en 1774. À la fin du XIXe siècle, il y a encore cinq brasseries indépendantes à Wernesgrün. La plus grande d'entre eux appartient aux familles Günnel et Männel.
La famille Günnel est expropriée en 1946, tout comme la famille Männel en 1972. Les deux brasseries fusionnent en 1974 pour former VEB Exportbierbrauerei Wernesgrün. Après la réunification, l'entreprise prend le nom de Wernesgrüner Brauerei AG à partir de 1990, est privatisée en 1994 et appartient au groupe Bitburger Braugruppe en 2002. En 1991, la brasserie est entièrement modernisée et agrandie. La façade historique et classée de la brasserie est préservée.
En 2012, Wernesgrüner est à la quatrième place en Allemagne de l'Est en termes de volume vendu, après Radeberger, Hasseröder et Krombacher.
L'usine d'embouteillage est totalement renouvelé en 2019.
La brasserie appartient à Carlsberg Allemagne depuis 2021.